# Valley Ford (California)
Valley Ford es un lugar designado por el censo ubicado en el condado de Sonoma en el estado estadounidense de California. En el año 2010 tenía una población de 147 habitantes.

## Geografía
Valley Ford se encuentra ubicado en las coordenadas 38°19′28.42″N 122°54′53.04″O / 38.3245611, -122.9147333.